# Scraptiomima minima
Scraptiomima minima es una especie de coleóptero de la familia Scraptiidae.

## Distribución geográfica
Habita en Rusia.